# Yudai Shimamoto
Yudai Shimamoto (japanisch 嶋本 悠大 Shimamoto Yudai; * 26. Oktober 2006 in der Präfektur Kumamoto) ist ein japanischer Fußballspieler.

## Karriere

### Verein
Yudai Shimamoto erlernte das Fußballspielen in der Schulmannschaft der Kumamoto Ozu High School. Seinen ersten Profivertrag unterschrieb er am 1. Februar 2025 in Shimizu beim Erstligaaufsteiger Shimizu S-Pulse. Sein Erstligadebüt gab Yudai Shimamoto am 16. Februar 2025 (1. Spieltag) im Auswärtsspiel gegen Tokyo Verdy. Bei dem 1:0-Auswärtserfolg wurde er in der 90.+3' Minute für Hikaru Nakahara eingewechselt.

### Nationalmannschaft
Yudai Shimamoto spielte 2024 viermal in der japanischen U18-Nationalmannschaft.